# Galium rigidifolium
Galium rigidifolium är en måreväxtart som beskrevs av Franz Xaver Krendl. Galium rigidifolium ingår i släktet måror, och familjen måreväxter. Inga underarter finns listade i Catalogue of Life.